# أليكساندار سوسنيار
أليكساندار سوسنيار (بالإنجليزية: Aleksandar Šušnjar)‏ (19 أغسطس 1994 بصربيا - ) هو لاعب كرة قدم أسترالي وصربي في مركز الدفاع. شارك مع منتخب أستراليا لكرة القدم.

## روابط خارجية
- أليكساندار سوسنيار على موقع دوري كوريا الجنوبية (الإنجليزية)
- أليكساندار سوسنيار على موقع قاعدة بيانات كرة القدم.إي يو (الإنجليزية)
- أليكساندار سوسنيار على موقع ناشيونال فوتبول تيمز (الإنجليزية)
- أليكساندار سوسنيار على موقع Soccerway.com (الإنجليزية)
- أليكساندار سوسنيار على موقع عالم كرة القدم.نت (الإنجليزية)